# Maxime Béland
Maxime Béland é um diretor de criação e diretor de design de jogos eletrônicos canadense. Béland é conhecido como o diretor da série Tom Clancy's Splinter Cell e Tom Clancy's Rainbow Six, além de ter ser creditado como chefe e diretor em obras das séries Anno, Assassin's Creed e Far Cry. Esteve na Ubisoft Montreal durante os anos de 1999 até 2010, quando aqui foi transferido para ser fundador, chefe e vice-presidente da Ubisoft Toronto, na época trabalhando em Tom Clancy's Splinter Cell: Blacklist.
Em 2019, Béland deixou o estúdio para se juntar a Epic Games como diretor de criação, mas após permanecer apenas 8 meses nessa posição, voltou para a Ubisoft como vice-presidente editorial, mas renunciou seu cargo com apenas 6 meses, após relatórios e acusações serem dirigidas ao diretor no que diz respeito a 'abusos sexuais'.

## Trabalhos
| Ano  | Título                                   | Crédito                              |
| ---- | ---------------------------------------- | ------------------------------------ |
| 1999 | Laura's Happy Adventures                 | Testador                             |
| 1999 | Hype: The Time Quest                     | Testador                             |
| 1999 | Alex Builds His Farm                     | Testador                             |
| 2003 | Tom Clancy's Rainbow Six 3: Raven Shield | Designer                             |
| 2004 | Tom Clancy's Rainbow Six 3: Black Arrow  | Design adicional                     |
| 2006 | Tom Clancy's Rainbow Six: Vegas          | Diretor de criação                   |
| 2007 | Assassin's Creed                         | Diretor de design                    |
| 2008 | Assassin's Creed: Director's Cut Edition | Diretor de design                    |
| 2009 | Assassin's Creed II                      | Agradecimentos especiais             |
| 2010 | Tom Clancy's Splinter Cell: Conviction   | Diretor de criação                   |
| 2012 | Tom Clancy's Ghost Recon: Future Soldier | Agradecimentos especiais             |
| 2013 | Tom Clancy's Splinter Cell: Blacklist    | Diretor de criação                   |
| 2014 | Assassin's Creed Unity                   | Agradecimentos especiais             |
| 2014 | Far Cry 4                                | Diretor de criação; Chefe de estúdio |
| 2016 | Far Cry Primal                           | Diretor de criação; Chefe de estúdio |
| 2018 | Far Cry 5                                | Diretor de criação                   |
| 2018 | Fortnite                                 | Designer; Desenvolvedor; Projetista  |
| 2020 | Anno 1404: History Edition               | Vice-presidente Editorial            |
| 2020 | Anno 1602: History Edition               | Vice-presidente Editorial            |
| 2020 | Anno 1701: History Edition               | Vice-presidente Editorial            |